# Назва Австралії
Офіційна назва — Австралія (англ. Australia; əˈstreɪliə). Згідно з рішенням уряду від січня 1976 року, за межами країни її називають просто Австралія, а уряд — австралійським, усередині країни — Австралійський Союз і уряд Союзу.
Назва країни походить з латинського терміна Terra Australis, що означає «південна земля». Територія була названа так ранніми європейськими дослідниками, що вважали гіпотетичний австралійський материк набагато більшим, таким, що спроможний врівноважити суходіл північних материків. Ще на карті давньогрецького ученого Птолемея на південь від південного тропіка значиться Невідома Південна земля (англ. Terra Australis Inkognita). Уперше топонім «Австралія» англійською мовою було використано 1625 року в праці «Нотатка про Південну Землю Святого Духа» (англ. A note of Australia del Espíritu Santo) Річарда Гаклюйта, яку вперше видав Семюель Поур в антології «Hakluytus Posthumus». Це помилкове спотворення оригінального іспанського топоніма островів Вануату. Голландською топонім уперше був використаний 1638 року в прислівниковій формі нід. australische для позначення нововідкритих земель на південь від Батавії. Голландські вчені, на відміну від інших європейських, що продовжували користуватись латинською назвою, стали використовувати терміни як australisch, так і Нова Голландія (нід. Nieuw Holland), запропонований Абелем Тасманом 1644 року. Британський мандрівник Метью Фліндерс, який першим обплив навколо Австралії і склав карту австралійських берегів, використав термін «Австралія» у своїй роботі «Подорож до Південної Землі» (англ. A Voyage to Terra Australis) як такий, що «більш приємний для вуха й подібний до інших назв континентів». Перше офіційне затвердження топоніму відбулося у квітні 1817 року, коли губернатор Нового Південного Уельсу Лохлен Маккуорі отримав карти Фліндерса від лорда Генрі Батерста. Вже у грудні він рекомендував Колоніальному міністерству офіційно дотримуватись цієї назви у документообігу. 1824 року Британське адміралтейство погодилось на використання топоніму на всіх своїх картах. 1830 року Гідрографічне бюро видало перший офіційний «Довідник Австралії» (англ. The Australia Directory).